# Udo Horsmann
Udo Horsmann (Beckum, 30 marzo 1952) è un ex calciatore tedesco, di ruolo difensore.

## Carriera
Dopo essere cresciuto nel SpVgg Beckum, club della sua città, nel 1975 viene ingaggiato dal Bayern Monaco dove si afferma presto fra i titolari della difesa. Al primo anno vince subito la Coppa dei Campioni e poi la Coppa Intercontinentale. Rimane coi bavaresi fino al 1983 dopo aver vinto anche due Bundesliga ed una Coppa di Germania.
In seguito passa per un anno ai francesi del Rennes. In seguito torna in patria per giocare una stagione nel Norimberga ed infine una nel Monaco 1860.

## Palmarès

### Club

#### Competizioni nazionali
- Campionato tedesco di seconda divisione: 1

Norimberga: 1984-1985
- Campionato tedesco: 2

Bayern Monaco: 1979-80, 1980-81
- Coppa di Germania: 1

Bayern Monaco: 1981-1982

#### Competizioni internazionali
- Coppa dei Campioni: 1

Bayern Monaco: 1975-1976
- Coppa Intercontinentale: 1

Bayern Monaco: 1976